# Facultad de Matemáticas (Universidad de Murcia)
La Facultad de Matemáticas es uno de los centros de la Universidad de Murcia, y fue fundada en 1991.

## Historia
En 1915, antes de la creación de la Universidad de Murcia, había en España solamente diez universidades, ocho públicas (todas ellas creadas en la Edad Media y en los siglos XVI a XVIII) y dos de los jesuitas (creadas a finales del siglo XIX). Esas diez universidades, por orden de antigüedad, eran las siguientes: Salamanca (1218), Complutense (1293), Valladolid (1295), Barcelona (1430), Zaragoza (1474), Santiago de Compostela (1495), Valencia (1500), Sevilla (1505), Granada (1531), Oviedo (1608), La Laguna (1792), Deusto (1886) y Pontificia de Comillas (1892). Tras la creación de la Universidad de Murcia, hay que esperar a la época del franquismo, y sobre todo a la década de los años sesenta y setenta del siglo XX, para que se creen nuevas universidades, aunque el gran auge del sistema universitario español se produce tras la transición democrática.
La Universidad de Murcia fue creada mediante la Real Orden de 23 de marzo de 1915. Comenzó a funcionar durante el curso 1915/16 con los estudios siguientes: 1) el curso preparatorio de la Licenciatura de Derecho; 2) el primer grupo de los estudios comunes de las tres secciones de la Facultad de Filosofía y Letras, constituido por las asignaturas de «Lengua y Literatura Españolas», «Lógica Fundamental» e «Historia de España»; 3) y el curso preparatorio para las Facultades de Medicina y Farmacia, que en realidad es el que daría origen veinticinco años más tarde a la Facultad de Ciencias, que comenzó a impartir la Licenciatura en Ciencias (Sección de Química) en el curso 1941/42.
La Universidad de Murcia comenzó a impartir en 1954 el primer curso de las Licenciaturas de Ciencias que, recordemos, era selectivo. Se estudiaban, con el mismo peso, las cinco disciplinas clásicas (Matemáticas, Física, Química, Biología y Geología) y permitía acceder al segundo curso de cualquier Licenciatura de Ciencias, que en el caso de las Ciencias Matemáticas debía ser en otra Universidad. Posteriormente, en el año 1975, se pusieron en marcha en la Facultad de Ciencias las Licenciaturas de Ciencias Matemáticas y Ciencias Biológicas, que se unían a la ya existente Licenciatura en Ciencias Químicas.
La primera promoción de Licenciados en Matemáticas por la Universidad de Murcia vio la luz en 1980. A mediados de la década de los 80 se crearon, en el seno de la Sección de Matemáticas de la Facultad de Ciencias y al amparo de la Ley de Reforma Universitaria, los Departamentos de Matemáticas y de Matemática Aplicada y Estadística (que posteriormente se escindiría en dos: Estadística e Investigación Operativa, por un lado, y Matemática Aplicada, por otro). Estos Departamentos, que englobaban las áreas de conocimiento de Álgebra, Análisis Matemático, Geometría y Topología, Estadística e Investigación Operativa, y Matemática Aplicada, eran los responsables de prácticamente todas las asignaturas de la titulación.
La Sección de Matemáticas estuvo siempre ubicada en la tercera planta de la Facultad de Ciencias, en el Campus de la Merced, en el edificio que actualmente es el Aulario de la Merced.  Finalmente, en 1991 se crea a Facultad de Matemáticas de la Universidad de Murcia. Durante sus primeros años estuvo ubicada provisionalmente en un edificio de la zona norte del Campus de Espinardo, y en octubre de 1994 se trasladó a su ubicación actual.

## Planes de estudios
El primer plan de estudios, correspondiente a la titulación de Licenciado en Ciencias Matemáticas impartida en esta Universidad desde 1975, fue publicado en el BOE de 14 de septiembre de 1978. Dicho plan fue posteriormente reformado, dando lugar al Plan de Estudios de Licenciado en Matemáticas, homologado por la Comisión Académica del Consejo de Universidades el 25 de septiembre de 1995 y publicado en el BOE el 26 de febrero de 1998.
Este plan de estudios fue modificado parcialmente por resolución de la Universidad de Murcia del 3 de diciembre de 1999, resolución publicada en el BOE de 6 de enero de 2000. La siguiente modificación fue global, homologada por la Comisión Académica del Consejo de Universidades el 18 de octubre de 1999 y publicada en el BOE de 5 de abril de 2000.
Desde el curso 2009/2010 se implanta el actual Grado en Matemáticas, adaptado al Espacio Europeo de Educación Superior. El plan de estudios fue publicado en el BOE de 15 de julio de 2010.
Además, debido a la demanda de Itinerarios para el estudio simultáneo de títulos de Grado por alumnos de una alta capacidad intelectual y con expedientes académicos brillantes en el Espacio Europeo de Educación Superior (EEES), la Facultad de Matemáticas y la Facultad de Informática de la Universidad de Murcia pusieron en marcha este Programa de Estudios Simultáneos, ratificado por ambas Facultades y por el Consejo de Gobierno de la Universidad de Murcia el 20 de mayo de 2011. En el Consejo de Gobierno de la Universidad de Murcia de 30 de abril de 2015, se aprobó una modificación de este plan para adaptarlo al reglamento aprobado por este mismo órgano en sesión de 6 de febrero de 2015. Como consecuencia de esta adaptación, el programa pasó a denominarse Programación Conjunta de Estudios Oficiales de Grado en Matemáticas y Grado en Ingeniería Informática.

## Investigación
En la facultad se encuentran grupos de investigación punteros cuyos resultados pueden ser de interés para la transferencia al sector productivo y comercialización, lo que se demuestra con la cantidad de proyectos de I+D+I regionales, nacionales e internacionales que están desarrollando en la actualidad, en cooperación con otras instituciones académicas, organismos de investigación y empresas.Se enfocan a la mejoría de los servicios mediante la cooperación investigadora y la transferencia tecnológica de resultados de investigación, lo que sin duda ayuda a mejorar la competitividad empresarial y universitaria.